# 杜虹花

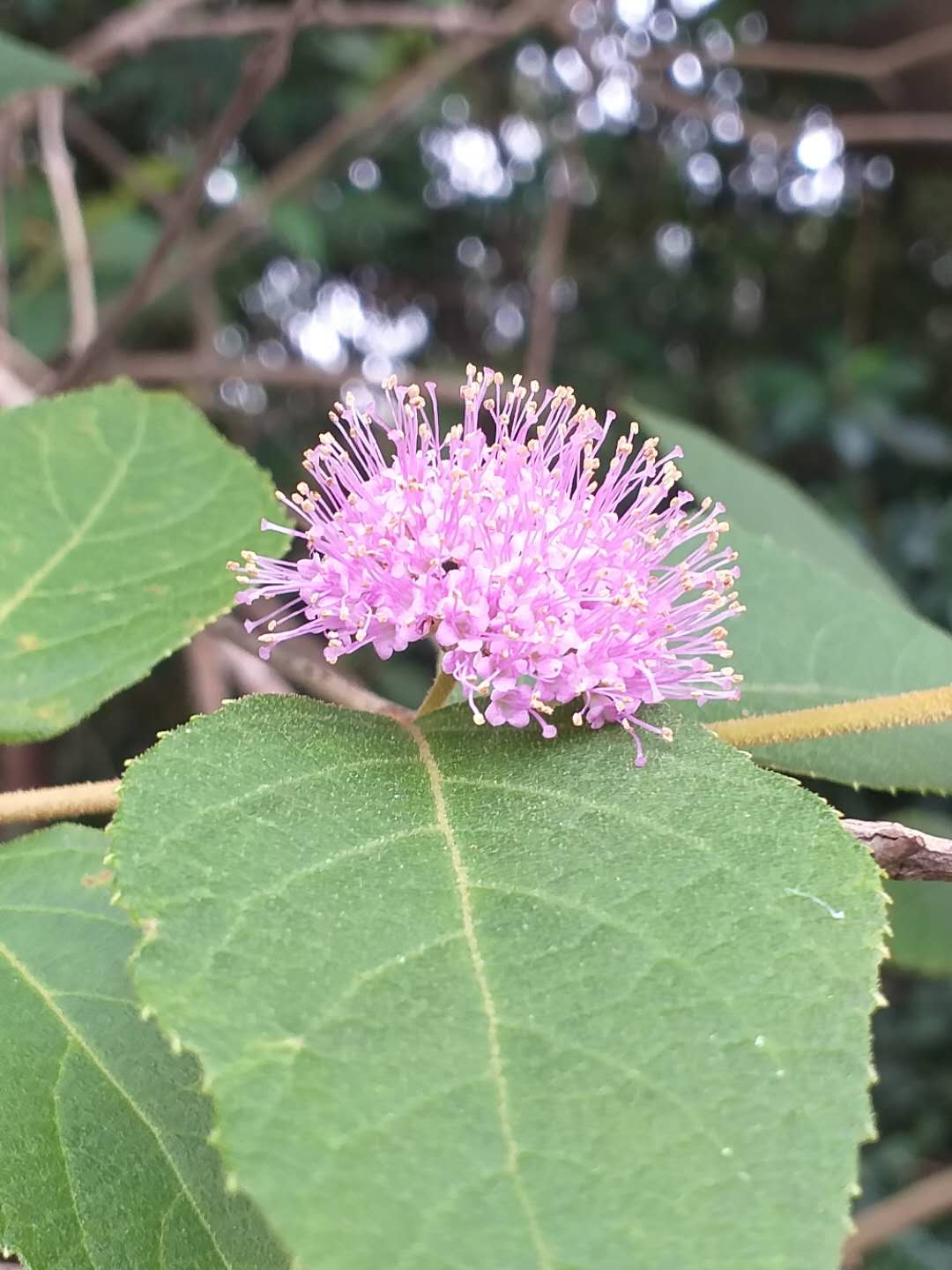
杜虹花

杜虹花（學名：Callicarpa formosana），別稱杜紅花、台灣紫珠、紫珠、紫珠草、紫仁丹、粗糠柴、粗糠仔、小粗糠樹、紅粗糠、白粗糠仔、白粗糠樹、痰火樹、毛將軍、大走馬、大丁黃、燈黃、鴉鵲飯、老蟹眼、螃蟹花、螃蟹目草、賊子草、通草及止血草等，為唇形科紫珠屬植物，種加詞formosana 意為「台灣」。因全株密披黃褐色星狀毛，故而稱為毛將軍及因果實成熟時紫色，呈小珠子狀一串串排列於樹上，故而有紫珠之稱。

## 分佈
杜虹花原產於台灣，現分佈中國、台灣中低海拔地區、菲律賓等地區，中國國內分佈於海南、廣西、廣東、香港、雲南、福建、貴州、浙江、江西等省區，性喜溫暖至高溫潮濕的環境，適合於攝氏20－30°C 生長，耐旱、能耐各種污染物，於排水良好潮濕而肥沃的砂質土壤中運用播種法或扦插法繁殖，野外分佈於溪邊溝谷、山坡灌叢之中，人工常栽種於路旁及庭院中作觀賞樹、誘鳥樹或綠籬之用。

## 形態特徵
杜虹花是一種常綠灌木植物，全株密披黃褐色星狀毛，高約1－4米；分枝多，小枝圓柱形或略呈四方形，密披粗糙的黃褐色星狀毛，老枝無毛。

### 葉
葉為單葉對生，橢圓形、卵狀橢圓形、寬卵形、倒卵形、長圓狀披針形，形狀變異大，毛紙質，先端銳尖至漸尖，基部圓形、楔形或鈍，少為近心形，葉緣細鋸齒狀或僅有小尖頭，表面疏披短硬毛及星狀毛，後因毛脫落變為質感粗糙，背面具細小的黃色腺點及披灰黃色星狀毛，主脈、側脈及網脈於背面隆起，側脈5－12對，長約6－18厘米，寬約2.5－11厘米；葉柄粗壯，密披黃褐色星狀毛，長約0.8－1厘米。

### 花
花細小排列成聚傘花序，腋生，密披黃褐色星狀毛，直徑約3－4厘米；常為4－5次或6－10次分枝；花序梗比葉柄長或略等長，二分叉，長約1.5－3厘米；苞片細小，花具短柄；花萼4淺裂，呈環狀，披灰黃色星狀毛及腺點；萼齒鈍三角形；花冠管狀，粉紅色、紫紅色、淡紫色或紫色，無毛，具稀少的細腺點，長約2－2.5毫米；裂片長圓形，長約1－1.3毫米；雄蕊4枚，細長，長近花冠的2－3倍，伸出冠筒之外，長約5毫米；花藥黃色，細小，橢圓形，長約0.6－0.8毫米；藥室縱裂；子房光滑，無毛，頂端具腺點，及具不完整的兩室。

### 果
果為漿質核果，肉質，近球形至橢圓形，綠色，成熟時紫色，頂端具黃色腺點，直徑約1.5－4毫米。

## 醫藥用途
杜虹花的根及葉入藥，中藥名為紫珠，性涼，味苦澀，具清熱解毒、補腎清血、收斂止血、鎮痛、散瘀消腫之功效，可治風濕、老人手腳酸軟無力、白帶、喉痛、神經痛及眼疾等症狀，主治牙齦出血、咯血、衄血、嘔血、便血、尿血、外傷出血、皮膚紫癜、腫毒、燒傷及毒蛇咬傷等。

## 外部連結
- （简体中文）. 植物通.   [October 17, 2011]. （原始内容存档于2019-10-14）.
- （简体中文）. 中國植物圖像庫.   [October 17, 2011]. （原始内容存档于2016-03-04）.
- （简体中文）. 中國自然標本館.CFH 物種相冊.   [October 17, 2011].[]
- . 台灣植物資訊整合查詢系統.   [October 17, 2011]. （原始内容存档于2016-03-05）.
- . 法鼓人文社會學院, 法鼓山原生植物.   [October 17, 2011].[永久]
- . 香港濕地公園.   [October 17, 2011]. （原始内容存档于2019-09-28）.

 维基共享资源上的相關多媒體資源：杜虹花
 維基物種上的相關：杜虹花